# Boy of Mine
Boy of Mine és una pel·lícula muda dirigida per William Beaudine i protagonitzada per Ben Alexander, Henry B. Walthall i Rockliffe Fellowes. Basada en un relat de Booth Tarkington, es va estrenar el gener de 1924.

## Argument
El jove Bill Latimer es passa el dia destrossant els nervis del seu pare amb les seves bromes infantils. Un dia el pare no entén bé el noi i el castiga per la seva involuntària desobediència per lo que Bill decideix fugir. El doctor Robert Mason el retorna a casa salvant-lo d'uns segrestadors. La mare de Bill marxa de casa amb el seu fill. Aquesta separació fa que el pare s'adoni dels seus errors i la família es reconcilia.

## Repartiment
- Ben Alexander (Bill Latimer)
- Rockliffe Fellowes (Dr. Robert Mason)
- Henry B. Walthall (William Latimer)
- Irene Rich (Ruth Latimer)
- Dot Farley (Mrs. Pettis)
- Lawrence Licalzi (Junior Pettis)
- Eugene Jackson (nen)
- Jack Kenny (extra)